# جد بيرنستاين
جد بيرنستاين (بالإنجليزية: Jed Bernstein) هو شخصية أعمال أمريكي، ولد في 27 مارس 1955 في نيويورك في الولايات المتحدة.

## وصلات خارجية
- جد بيرنستاين على موقع IMDb (الإنجليزية)
- جد بيرنستاين على موقع قاعدة بيانات برودواي على الإنترنت (الإنجليزية)
- جد بيرنستاين على موقع قاعدة بيانات الفيلم (الإنجليزية)